# Kalkbergets naturreservat, Strömsunds kommun
Kalkbergets naturreservat är ett naturreservat i Strömsunds kommun i Jämtlands län.
Området är naturskyddat sedan 2021 och är 71 hektar stort. Reservatet ligger vid västra stranden av Flåsjön och består av grandominerad barrskog i dess norra del och lövträd i söder.